# André Artonne
Pierre André Artonne est un diplomate et historien français né le 20 août 1882 à Clermont-Ferrand (Puy-de-Dôme) et décédé le 5 juin 1957 à Paris.

## Biographie
Fils de Jean Baptiste Fernand Artonne, banquier, et de Marie Julie Thérèse Grau, il naquit le 20 août 1882 à Clermont-Ferrand, au 11 de la rue Sidoine Apollinaire. Par son père, fils d'André Artonne et de Marie Thérèze Drelon, il est cousin au 5e degré des avocats et hommes politiques français, Georges Tixier et Félix Drelon et cousin au 6e degré de l'avocat et bâtonnier, Félix Chaudessolle. 
Il épousa, le 29 août 1906, à Neuilly-sur-Seine, Rosine Émilie Jane Chaubard, fille de Jean Victor Frédéric Chaubard et de Marguerite Zéphirine Léonce de Bérenguier de la Fajolle. Le mariage fut célébré en présence de Félix Drelon, député de la Marne, cousin de son père, de Georges Géo-Gérald, député de la Charente, de Ducos Gustave, ancien gouverneur de la Cochinchine, Officier de la Légion d'Honneur, beau-père de l'épouse, et de Chaubard Gabriel, oncle de l'épouse. 
Son frère, Marie Louis Paul, épousa, le 29 avril 1913, Jeanne Clémence Laffite, fille de Jean Charles Mathieu Laffite, Président du conseil d'administration de l'Agence Havas, et de Céline Zoé Le Brasseur. 
Il décéda le 5 juin 1957, en son domicile du 16e arrondissement de Paris, au 134 de l'avenue Malakoff.

## Carrière
Il fut nommé, le 1er août 1904, Attaché à la délégation française à l'Exposition universelle de 1904. 
Le 14 avril de l'année suivante, il fut nommé Attaché au Commissariat Général du Gouvernement Français à l'Exposition Universelle de Liège, organisée du 27 avril au 6 novembre 1905, à l'occasion du 75ème anniversaire de l'indépendance de la Belgique. 
Élève de l'École des chartes, il obtint le diplôme d'archiviste paléographe en 1908 grâce à une thèse sur le mouvement de 1314 et sur les chartes provinciales de 1315. 
Conseiller du Commerce extérieur de la France, il fut président de la Chambre de commerce française de Londres, puis membre de la Commission des archives diplomatiques au  ministère des Affaires étrangères.
Il publia en 1912 un ouvrage rassemblant les doléances de 1314 afin que le public puisse y avoir accès. 
Nommé Attaché au Ministère des Affaires Étrangères, le 10 septembre 1916, il demanda sa mise en disponibilité, le 15 avril 1919, et occupa, à compter de cette date, les fonctions de sous-directeur de la succursale de Londres au Crédit foncier d'Algérie et de Tunisie. 
Le 17 février 1922, il fut nommé Conseiller du Commerce extérieur de la France et membre du Comité de Direction de l'Office Commercial Français en Grande-Bretagne. Il intégra par ailleurs, à cette même époque, le comité de la Société Française de Bienfaisance de Londres. 
Un rapport d'enquête menée, en 1927, en vue de son admission dans l'Ordre de la Légion d'Honneur concluait qu'il n'avait eu de cesse de prêter un concours des plus efficaces à l'expansion commerciale française en Angleterre. Il fut ainsi signalé par l'Attaché commercial de la France à Londres qui appréciait hautement la collaboration et le dévouement avec lequel il mettait toujours à la disposition de la France en Angleterre sa compétence et la situation qu'il avait su se créer dans les milieux d'affaires de la Cité. 
Proposé à être élevé au rang d'Officier de la Légion d'Honneur, une nouvelle enquête fut commanditée par le Ministre, en vue de sa promotion. Ce rapport, remis le 14 mars 1939, et concernant trente-trois années de services civils, indiquait ses fonctions de : 
- Président du Comité Permanent de la Colonie Française à Londres,
- Président de la Chambre de Commerce Française à Londres, fonction qu'il occupa durant quatre années,
- Conseiller de l'Office Algérien d'action économique et touristique, créé par décret du 9 octobre 1931, précisant qu'il avait, depuis cette époque, joué un rôle prépondérant dans l'organisation de l'économie algérienne, assuré la propagande générale de l'Algérie tant au point de vue économique que touristique, fourni aux producteurs, industriels et négociants les renseignements susceptibles de concourir au développement du commerce extérieur de ce pays, centralisé et mis à la disposition du public les informations de toute nature concernant le tourisme,
- Conseiller du Commerce Extérieur,
- Membre de la Société Française de Bienfaisance de Londres, organisation caritative britannique, créée en 1842, ayant pour mission de venir en aide à tout Français, au Royaume-Uni, vulnérable et, plus particulièrement, aux personnes âgées.
- Membre du Comité de l'Alliance Française, fondée, à Paris, en 1883, première organisation à enseigner le français à travers le monde,
- Membre du Comité de l'Institut Français du Royaume-Uni,
- Membre de la Société Nationale des Professeurs de Français.

À la date du rapport, directeur du Crédit Foncier d'Algérie et de Tunisie, il dirigeait, depuis presque dix-huit ans, l'importante succursale de Londres. Il semble que, dès son arrivée en Angleterre, il s'intéressa à toutes les activités de la colonie française et ne cessa de lui prêter, en toutes occasions, son concours dévoué. Il fit partie des différentes sociétés françaises de Londres parmi lesquelles, le Ministre cita 'la Société Française de Bienfaisance de Londres' dont il était le Président. De plus, en tant que président de la Chambre Commerciale Française de Londres, il établit des relations étroites entre cet organisme et la Chambre Commerciale Britannique à Paris et rendit, par là, de très signalés services aux intérêts du commerce français.
À son décès, Robert Latouche, archiviste paléographe (promotion 1907), archiviste des Alpes-Maritimes de 1920 à 1927, professeur puis doyen de la faculté des Lettres de Grenoble, lui rendit un vibrant hommage : 'Avec André Artonne, décédé à Paris le 6 juin 1957, disparait l'un de nos confrère de la promotion 1908, qui, si éprouvée jadis par la Grande Guerre, voit peu à peu ses rangs s'éclaircir. Né à Clermont-Ferrand, le 20 août 1882, André Artonne avait une culture étendue. Sa thèse de l'École sur le mouvement de 1314 et les chartes provinciales de 1315 attira l'attention d'Achille Luchaire, de qui il était l'élève à la Sorbonne, et le savant professeur la jugea digne d'être publiée dans la 'Bibliothèque de la Faculté des Lettres de l'Université de Paris'. Sorti de l'École, notre confrère, après un court passage à la Bibliothèque du Ministère des Affaires Étrangères, ne devait pas faire carrière dans la pure érudition. Une vie plus active l'attirait et sa parfaite connaissance de la langue anglaise, à laquelle Paul Meyer, juge pourtant sévère et peu prodigue d'éloges, avait su rendre hommage, lui facilita l'accès aux fonctions de Directeur de la succursale de Londres du Crédit Foncier d'Algérie et de Tunisie. Grâce à cette haute situation qu'il occupa pendant de nombreuses années dans la capitale britannique et aussi à l'aménité de son caractère ainsi qu'à sa distinction d'esprit, il fut désigné comme Président de la Chambre Française de Commerce à Londres, Conseiller du Commerce Extérieur de France, Officier de la Légion d'Honneur, il conserva en même temps le goût des recherches historiques et, lorsque, ayant pris sa retraite, il revint à Paris, il les reprit avec ardeur. Sa curiosité s'attacha à l'étude des synodes provinciaux de l'Ancien Régime qui sont une source précieuse et encore insuffisamment connue de la connaissance de la vie religieuse et sociale. Non content d'en exhumer quelques-unes, il se proposa d'en faire l'objet d'une enquête systématique, comparable à celle qui a été consacrée aux dépouilles et aux obituaires. L'idée était fort heureuse et le Centre National de la Recherche Scientifique, reconnaissant son utilité, l'a aidé dans sa courageuse initiative. Fidèle aux réunions de la Société de l'École des Chartes, André Artonne en avait été élu Vice-Président, quelques mois avant sa mort. Ceux qui l'ont connu, et plus particulièrement, ses camarades d'école, garderont le souvenir d'un charmant confrère, d'une haute courtoisie et d'un parfait gentleman.'

## Décorations
- Officier de la Légion d'honneur
- Chevalier de l'ordre du Mérite agricole
- Officier d'académie

Officier d'Académie et chevalier du Mérite agricole, il fut nommé chevalier de la Légion d'honneur par décret du 8 février 1927, rendu sur le rapport du Ministre du Commerce, en sa qualité de conseiller du Commerce Extérieur et membre du Comité de Direction de l'Office Commercial Français en Grande-Bretagne, à Londres.
Par décret du 17 mars 1939, rendu sur le rapport du Ministre des Affaires Étrangères, il fut élevé au grade d'officier de la Légion d'honneur en sa qualité de directeur de la succursale de Londres du Crédit Foncier d'Algérie et de Tunisie.

## Publications
- Les bibliothèques au Japon - 1907,
- Le mouvement de 1314 et les chartes provinciales de 1315 - 1912,
- 'Les papiers de Maignet' - extrait de La Révolution française, tome 65, 1913 (pages 351-360),
- 'Chateaubriand à l'ambassade de Londres' - extrait de La Revue de Paris, édition du 1er février 1914,
- 'La conservation des documents anciens et la création d'archives de comté en Angleterre' - extrait de La bibliothèque de l'École des Chartes, tome 93, 1932,
- 'Les ministres et sous-secrétaires d'état des Affaires Étrangères' - extrait de La Revue d'histoire diplomatique, édition de juillet-septembre 1937,
- 'La situation financière et économique de la Grande-Bretagne en 1937' - extrait de L'annuaire de la Chambre de commerce de Londres, édition de 1938,
- 'La situation financière et économique de la Grande-Bretagne en 1938' - extrait de L'annuaire de la Chambre de commerce de Londres, édition de 1939,
- Documentation sur Émile Bernheim dans les dossiers biographiques Boutillier du Retail - extrait de la revue mensuelle de la Chambre de commerce française à Londres, janvier 1939,
- 'Le livre synodal de Lodève' - extrait de La bibliothèque de l'École des Chartes, tome 108, 1949-1950,
- 'Froissart historien. Le siège et la prise de la Reche-Vendeix' - extrait de La bibliothèque de l'École des Chartes, tome 110, 1952,
- 'Le Comte de Bouqueney' - extrait de La Revue d'histoire diplomatique - édition de janvier-juin 1952,
- 'La politique extérieure de Palmerstone, de 1830 à 1841' - extrait de La Revue d'histoire diplomatique, édition de janvier-mars 1953 (page 80),
- 'L'influence du décret de Gratien sur les statuts synodaux' - instituto giuridico. Università di Bologna, 1954,
- 'Les débuts d'un diplomate : la mission de Monsieur de Bouqueney aux États-Unis, 1816' - extrait de 'La revue d'histoire diplomatique', édition de janvier-mars 1955,
- 'Les statuts synodaux diocésains français' - extrait des Comptes-rendus de séances de l'Académie des inscriptions et Belles-Lettres, séance du 28 janvier 1955,
- Compte-rendu de l'ouvrage de Jocelyne Gledhill Dickinson 'The congress of Arras 1435, a study in medieval diplomacy' - extrait de Le Journal des savants, édition de juillet-septembre 1955,
- 'Un consul français au Maroc : Auguste Beaumier' - extrait de La revue d'histoire diplomatique, édition de juillet-septembre 1955,
- 'Le recueil des traités de la France composé par ordre de Charles V' - extrait du recueil de travaux offert à Clovis Brunel, 1955,
- 'Charles Chevreux' - notice biographique extraite de La bibliothèque de l'École des Chartes, tome 113, 1955 (pages 352-353),
- 'Répertoire des statuts synodaux des diocèses de l'ancienne France du XIIIe à la fin du XVIIIe siècle' - cosigné avec Louis Guizard et Odette Pontal - édité à partir de 1963 par le Centre National de la Recherche Scientifique,
- 'Transferts d'évêques sous Jean XXII' - extrait de La Revue d'histoire de l'église de France, volume 40, numéro 135, 1964 (p. 242-243),

## Source
- Nécrologie par Robert Latouche dans Bibliothèque de l'École des chartes, 1958, p. 294-295